# Talfyr
En talfyr eller talande radiofyr var en radiofyr för flygnavigering. Den sände en inspelad röst som läste upp bäringen till fyren i en riktning i taget. I flygplanet behövdes bara en radiomottagare.
I början av 1950-talet lanserade AGA en talande radiofyr. Den hade en riktad antenn som vreds runt av en elmotor, synkroniserad med en talmaskin för uppläsning av bäringar. Antennen gjorde ett varv på 34 sekunder.
Talfyrar har sedan dess använts av det Svenska flygvapnet, men de har även kunnat utnyttjas av civilflyget och funnits inritade på civila flygkartor. De sände på VHF, troligen på samma frekvenser som VOR-fyrarna (108,0 – 117,9 MHz) och kunde därför avlyssnas med flygplanens normala radioutrustning. Ofta var de avstängda nattetid.
Fyren sände dels en morsesignal för identifiering, dels en röst som läste upp bäringen till fyren. "Tvåa tvåa" betydde exempelvis bäring 220°. Meddelandet ändras när den roterande riktantennen vridit sig 20° – nästa siffra var alltså "tvåa fyra" för bäring 240°. Hörde man båda bäringsuppgifterna lika starkt, befann man sig på bäring cirka 230°.
För att underlätta identifieringen av fyren hade vissa fyrar manlig röst och andra kvinnlig. Dessutom gav vissa fyrar bara udda bäringar medan andra bara gav jämna.
De svenska talfyrarna avvecklades någon gång efter 1973.